# Josefa Bautzová
Josefa Bautzová, též Baucová (roz. Valášková; 6. ledna 1892 Libeň – 24. října 1942 koncentrační tábor Mauthausen), byla česká dobrovolná sestra Československého červeného kříže, podporovatelka výsadku Anthropoid, Bioscop a Out Distance popravená nacisty.

## Život
Josefa Bautzová se narodila 6. ledna 1892 v Libni u Prahy do rodiny Jaroslava Valáška a Anny Valáškové, rozené Zelenkové. Byla ženou v domácnosti, vdaná za Jindřicha Bautze (Bauce), jenž pracoval jako obchodník a autodopravce (vlastnil realitní kancelář a taxislužbu). Byla římskokatolického vyznání.
Manželé Bautzovi bydleli v pražských Nuslích pod Vyšehradem v Lumírově ulici čp. 601, manželství bylo bezdětné. Otec Josefy Bautzové Jaroslav Valášek byl obuvníkem, který spolupracoval s módní návrhářkou Hanou Podolskou.
Působila jako dobrovolná sestra Československého červeného kříže, jenž byl v protektorátu v srpnu 1940 zakázán a zrušen. Řada jeho členů a zaměstnanců pak ale fungovala v ilegalitě a spolupracovala s odbojem. Patřila mezi spolupracovnice Anny Šrámkové, předsedkyně Krajského poradního sboru dobrovolných sester Československého červeného kříže. Dobrovolnou sestrou byla například i Marie Moravcová, kterou parašutisté nazývali „máma“. Josefa Baucová se zapojila jako dobrovolná sestra do jednotky „Civilní protiletecké obrany“, která přešla do odboje pod vedením nadporučíka Bohumila Káše, podle něhož dostala název (později se přejmenovala na zpravodajskou brigádu Toledo). Spolu s ní zde působily další dobrovolné sestry, které s rodinami pomáhaly parašutisty ukrývat - Marie Bradáčová a Miroslava Dubová.

## Spolupráce s výsadky
U Bautzů v Nuslích přespali oba členové výsadku Anthropoid Jan Kubiš a Jozef Gabčík či velitel výsadku Bioscop Bohuslav Kouba. Ten se otrávil při zatýkání v Kutné Hoře 3. května 1942, aby neohrozil své spolubojovníky a rodiny, které mu pomáhaly. Bautzovi rovněž ubytovávali Karla Čurdu, což bylo strategicky výhodné z toho důvodu, že se poměrně blízko nacházela michelská plynárna (plánovaný cíl sabotážního útoku skupiny Out Distance). Karel Čurda zde přebýval po neúspěšné akci Canonbury a rovněž zde strávil noc z 27. na 28. květen 1942, tedy bezprostředně po atentátu na Reinharda Heydricha. Jeho úkryt ve větrací šachtě gestapo při domovní prohlídce neodhalilo, Čurda hned druhý den ráno odjel ke své matce do Nové Hlíny u Třeboně.

## Zatčení a smrt
Josefa Bautzová s manželem byli jedni z prvních spolupracovníků parašutistů, které Karel Čurda 16. června 1942 udal gestapu. Zatčeni byli 17. června 1942, z policejní vazby v Praze deportováni do Malé pevnosti Terezín. Dne 29. září 1942 byli stanným soudem odsouzeni k trestu smrti, dne 24. října 1942 v koncentračním táboře Mauthausen zastřeleni.

## Připomínka
- Jméno Josefy Bautzové a jejího manžela je uvedeno na pomníku spolupracovníků parašutistů a jejich rodinných příslušníků, kteří byli popraveni v německém koncentračním táboře Mauthausenu. V lednu 2011 byl slavnostně odhalen na terase kostela sv. Cyrila a Metoděje v Resslově ulici.[6]
- Na domě, kde bydlela za okupace rodina Bautzových (na adrese Lumírova 601/11, Praha-Nusle) je umístěna pamětní deska s jejich jmény. Věnovaly ji dobrovolné sestry Československého červeného kříže v Nuslích. Na desce je tento nápis:[7][8]

"V tomto domě žili: Josefa a Jindřich Baucovi, kteří byli pro illeg. činnost zatčeni se svými spolupracovníky dne 21. VI. 1942. Miroslava a Karel Dubovi, Marie a Adolf Bradáčovi popraveni v Mauthausenu dne 24.X. 1942. Čest jejich památce! Dar dobr. sester Čs.Č.K. v Nuslích."

## Galerie

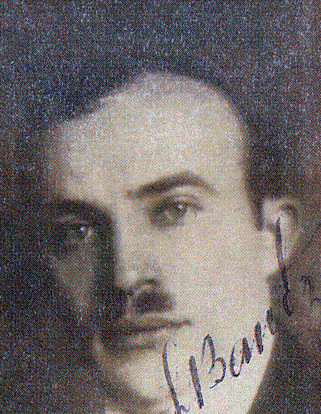
Její manžel Jindřich Bautz
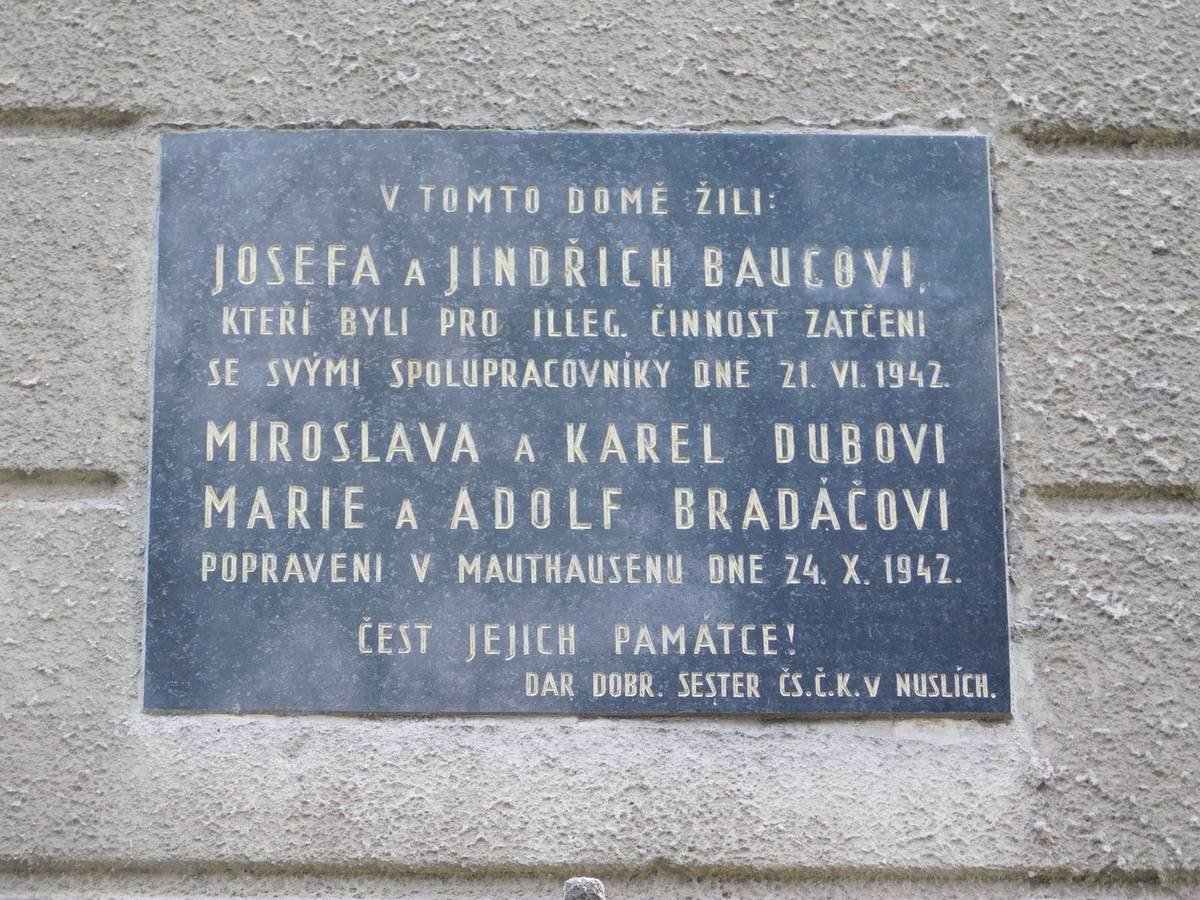
Pamětní deska na domě v Praze-Nuslích, Lumírova 601/ 11
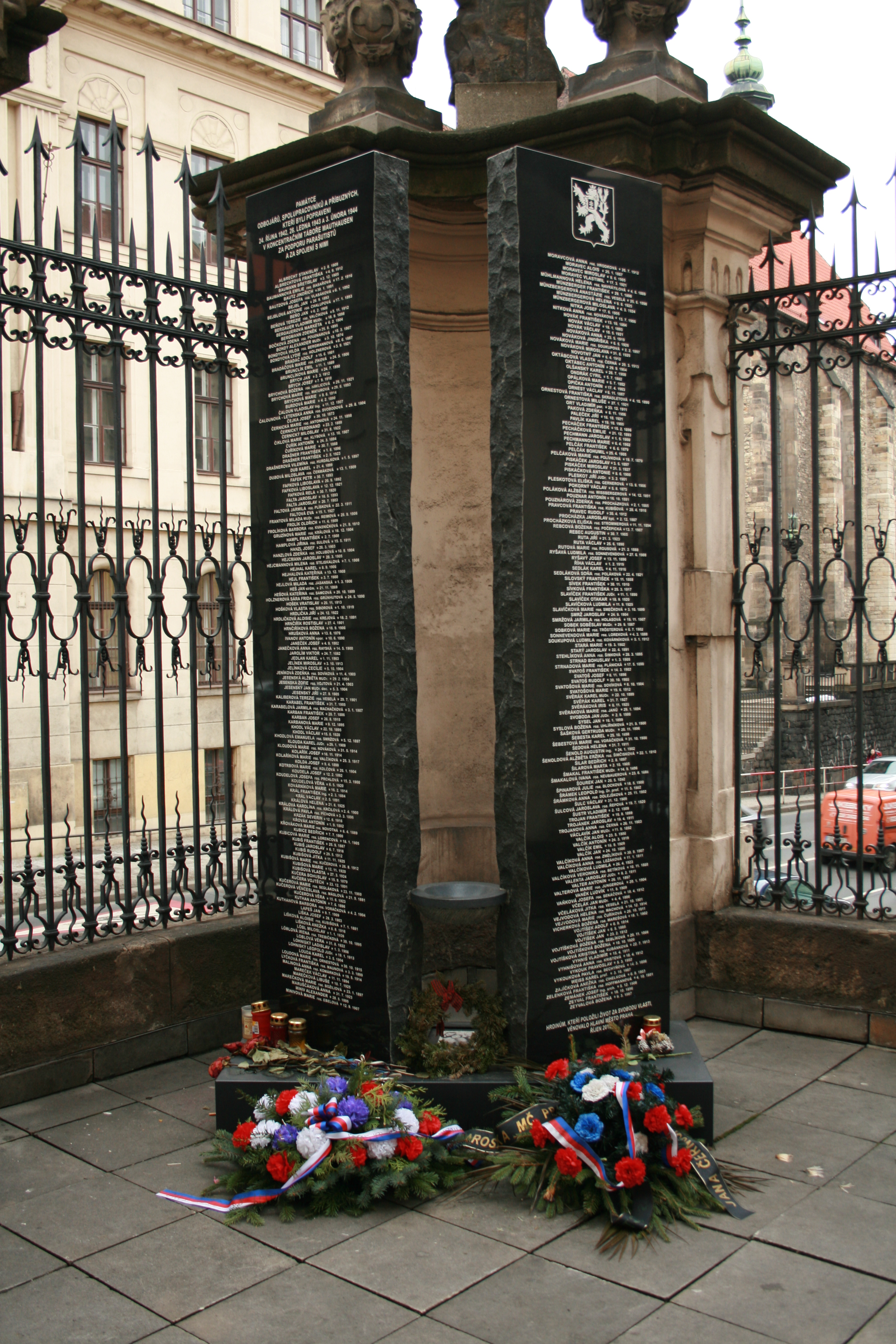
Pomník spolupracovníků parašutistů a jejich rodinných příslušníků na terase kostela sv. Cyrila a Metoděje v Resslově ulici.